# Wielki Łęck
Wielki Łęck [ˈvʲɛlkʲi ˈwɛntsk] (deutsch Groß Lensk, früher Groß Lentzke) ist eine Ortschaft der Landgemeinde Płośnica  (Heinrichsdorf) im Powiat Działdowski (Kreis Soldau) in der polnischen Woiwodschaft Ermland-Masuren.

## Geographische Lage
Das Dorf liegt in der historischen Region Ostpreußen, etwa 15 Kilometer westlich der Kreisstadt Działdowo (deutsch Soldau i. Ostpr.) und 72 Kilometer südwestlich der Woiwodschaftshauptstadt Olsztyn (Allenstein).

## Geschichte

### Ortsgeschichte

Groß Lensk (Gr. Lenzk) in Ostpreußen, südwestlich von Allenstein und Neidenburg sowie westlich von Soldau, auf einer Landkarte von 1908.

Der Ort wurde 1328 das erste Mal urkundlich erwähnt. Seine Entstehung hängt mit der Besiedlung der westlich der Weichsel gelegenen Landschaft Sassen durch den Deutschen Orden Anfang des 14. Jahrhunderts zusammen. In der Ordenszeit gehörte der Ort unter dem Namen Groß Lensk zur Komturei Osterode.
Mit der Errichtung des Herzogtums wurden die Komtureien durch weltliche Kreise abgelöst, und Groß Lensk wurde dem Oberländischen Kreis unterstellt. Als dieser im Zuge einer Verwaltungsreform 1752 aufgelöst wurde, kam der Ort zum preußischen Kreis Neidenburg. Im Jahr 1785 wird Groß Lentzke  als ein adliges Gut mit einer römisch-katholischen Kirche und 32 Feuerstellen (Haushaltungen) bezeichnet, das zum Hauptamt Soldau gehört.
Im Jahre 1874 wurde der Amtsbezirk Groß Lensk im Kreis Neidenburg, Regierungsbezirk Königsberg (ab 1905: Regierungsbezirk Allenstein), in der preußischen Provinz Ostpreußen gebildet; er setzte sich zusammen aus:
- Gemeinde Klein Lensk
- Gut Groß Lensk, einschließlich Radingsthal
- Gemeinde Groß Lensk, einschließlich Moritzruh

Radingsthal war ein Rittergut und Moritzruh ein Vorwerk. Amtsvorsteher war der Gutsbesitzer Schmidicke in Groß Lensk. Im Jahr 1910 hatten die Landgemeinde Groß Lensk 360 und der Gutsbezirk 182 Einwohner.
Nach dem Ersten Weltkrieg musste das Amt Groß Lensk aufgrund der Bestimmungen des Versailler Vertrags zusammen mit der Soldauer Region am 10. Januar 1920 ohne Volksabstimmung an Polen abgetreten werden. Die Polen führten für Groß Lensk die Ortsbezeichnung Wielki Łęck, und das Dorf wurde der Landgemeinde Płośnica (Heinrchsdorf) unterstellt. 1931 hatte das Dorf 571 Einwohner.
Im Jahr 1934 kündigte die polnische Staatsregierung den in Versailles am 28. Juni 1919 abgeschlossenen Minderheitenschutzvertrag zwischen den Alliierten und Assoziierten Hauptmächten und Polen einseitig auf.
Beim Überfall auf Polen 1939 kam das Territorium an das Reichsgebiet zurück, und am 24. April 1940 wurde die Soldauer Region in den deutschen Landkreis Neidenburg zurückgegliedert. Groß Lensk erhielt seinen Status als selbständige Gemeinde wieder. Am Ende des Zweiten Weltkriegs wurde Groß Lensk in den letzten Januartagen 1945 von der Roten Armee besetzt. Im Sommer 1945 wurde Groß Lensk von der sowjetischen Besatzungsmacht zusammen mit der südlichen Hälfte Ostpreußens unter polnische Verwaltung gestellt.
Von 1975 bis 1998 gehörte der Ort zur Wojewodschaft Ciechanów. 2011 zählte das Dorf 487 Einwohner.

### Bevölkerungsentwicklung  bis 1945
| Jahr | Einwohner | Anmerkungen                                             |
| ---- | --------- | ------------------------------------------------------- |
| 1816 | 180       | [ 8 ]                                                   |
| 1852 | 450       | [ 9 ]                                                   |
| 1858 | 474       | davon 130 Evangelische und 344 Katholiken (keine Juden) |
| 1905 | 352       | [ 11 ]                                                  |
| 1910 | 542       | mit dem Gutsbezirk (182 Einwohner)                      |
| 1931 | 571       | [ 12 ]                                                  |

## Kirche
Bereits vor der Reformation war Groß Lensk ein Kirchdorf, das dann die evangelische Konfession annahm. Wie die Kirche in Groß Przellenk (polnisch Przełęk) kam sie vor 1612 in die Hand polnischer Adliger, unter ihnen der Gutsherr Trus-Riwocki, der durch gewaltsame Vertreibung des Geistlichen sowie Hinderung des evangelischen Gottesdienstes sie in eine römisch-katholische Kirche umwandelte, auch noch die Mehrzahl der Einwohner zur Konversion zum katholischen Glauben  brachte. Es gelang nicht, die Kirche für den evangelischen Gottesdienst zurückzugewinnen.
Die evangelischen Ortsbewohner richteten sich zur Kirche Heinrichsdorf (Kreis Neidenburg) aus. Sie gehörte zur Kirchenprovinz Ostpreußen der Kirche der Altpreußischen Union bzw. ab 1920 zur Diözese Działdowo (Soldau) der Unierten Evangelischen Kirche in Polen. Heute gehören sie zur Pfarrei der Erlöserkirche Działdowo mit deren Filialkirche, der Jesuskirche Lidzbark (Lautenburg) in der Diözese Masuren der Evangelisch-Augsburgischen Kirche in Polen.
Die heutige, dem Bischof Nikolaus geweihte Kirche wurde nach dem Brand der alten Kirche 1684 gegen Ende des 17. Jahrhunderts aus Holz und ohne Abputz gebaut. Sie gehört zum Dekanat Lidzbark Welski (Lautenburg) in der Region Brodnica (Strasburg) im Bistum Toruń (Thorn). Ihrer Pfarrei sind die Orte Mały Łęck (Klein Lensk) und Wielki Łęck zugeordnet.

## Verkehr
Wielki Łęck liegt an der Woiwodschaftsstraße 544. Diese führt nach etwa acht Kilometern in westlicher Richtung durch Lidzbark (Lautenburg) und endet nach etwa 40 Kilometern in Brodnica (Strasburg). In östlicher Richtung verläuft sie durch das 15 Kilometer entfernte Działdowo (Soldau) und endet nach etwa 120 Kilometern in Ostrołęka.
Die nächsten internationalen Flughäfen sind der Flughafen Danzig, 130 Kilometer westlich, und der Flughafen Warschau, 130 Kilometer südlich des Ortes.
Wielki Łęck verfügt über keinen Bahnanschluss.